# نووه سدلو (ناحیه سوکولوف)
نووه سدلو (ناحیه سوکولوف) (به چکی: Nové Sedlo) یک منطقهٔ مسکونی و شهرستان دارای شهرک سابقاً روستا در جمهوری چک است که در ناحیه سوکولوو واقع شده‌است.
 نووه سدلو  ۲٬۷۱۵ نفر جمعیت دارد.

## خواهرخوانده
شهر شوارتسنبرگ، زاکسن خواهرخواندهٔ نووه سدلو (ناحیه سوکولوف) هست.